# Museu Valencià de la Festa
El Museu Valencià de la Festa de la ciutat d'Algemesí (la Ribera Alta), fou creat el 2002 amb l'objectiu de donar lloc a la investigació i difusió de les principals festivitats municipals, la Festa de la Mare de Déu de la Salut i la Setmana de Bous, en el camp de la cultura popular, i amb una projecció de futur que implicarà posar a l'abast del públic un espai que centralitza el coneixement i la reflexió sobre la diversitat de manifestacions festives i culturals d'arreu del territori valencià. El Consell Internacional dels Museus de la UNESCO establí com un dels seus objectius la museografia del patrimoni immaterial, entès com a patrimoni musealitzable i de reflexió cultural, incloent expressions culturals com la llengua, les tradicions orals, les festes, la dansa, el teatre i la música.
Aquest museu està administrat conjuntament per la Diputació de València i per l'Ajuntament d'Algemesí, i a més, és una subseu de la Xarxa de Museus de la Diputació de València. La seva seu se situa a l'antic convent dels dominics de Sant Vicent Ferrer d'Algemesí.

## Edifici
El Museu Valencià de la Festa està ubicat a les dependències de l'antic convent de Sant Vicent Ferrer d'Algemesí, construït per l'Orde dels Dominics a partir de 1590 a iniciativa del clergue local Jaume Bleda. La façana, d'estil barroc i amb marcada composició simètrica, presenta una gran portalada sobre la qual trobem una fornícula amb una escultura del fundador de l'orde religiós que l'habitava, Sant Domènec de Guzmán. El claustre central presenta uns grans arcs de mig punt amb doble altura que donen llum a les dependències conventuals. L'edifici fou inclòs dins de la desamortització de Mendizábal, promoguda pel president del Consell de Ministres espanyol Juan Álvarez Mendizábal el 1836, i després d'uns huit anys en mans privades passà a ser propietat de l'Ajuntament d'Algemesí d'any 1844.
L'església annexa al convent fou enderrocada en el segon terç del segle xix per decisió municipal per donar eixida a l'exterior l'antic Carrer del Convent, ara Carrer Nou del Convent. Actualment, encara es pot observar en els murs exteriors la silueta tapiada de una de les capelles de l'església. Des d'aleshores el conjunt del convent va tenir diferents usos municipals des de caserna i hospital fins teatre o escola, fins a ser escollit per allotjar la seu del Museu Valencià de la Festa.

## Exposicions[calcitació]
El Museu Valencià de la Festa allotja permanentment dues exposicions dedicades a les manifestacions populars més conegudes d'Algemesí: la Festa de la Mare de Déu de la Salut i la Setmana de Bous, que tenen lloc ambdues en setembre i en el passat formaven part de la mateixa festivitat. La celebració d'aquests esdeveniments al setembre no és ni era casual, perquè com la majoria de festivitats pròpies de cultures molt lligades a l'agricultura i els seus cicles, estaven associades a la sega i recol·lecció dels cultius cerealístics, que finalitza al llarg del mes de setembre. L'origen agrari d'aquestes festes s'ha anant desdibuixant durant les darreres dècades, especialment a partir dels anys seixanta del segle xx, quan es van produir grans canvis socials i econòmics a Algemesí que provocaren una crisi en un model de festivitat molt associat a la societat tradicional local, tot i que aconseguí sobreviure a aquesta somoguda sense perdre el seu contingut popular.
El punt d'inflexió tingué lloc l'any 1973 quan la nit del 7 de setembre a la tradicional processó de la vespra no va eixir cap muixeranga a la processó; l'endemà un gruo de persones vinculades a l'Associació d'Antic Alumnes Maristes, encapçalada per Tomàs Pla i Romaguera, eixí a representar el ball col·lectiu i des d'aleshores s'ha representat sense interrupció en un procés de creixement continuat. Per prevenir el perill d'una futura fase de desvirtualització, per consolidar-lo com referent cultural i exposar les seves característiques antropològiques va nàixer el projecte que donaria lloc al Museu Valencià de la Festa.
Així mateix, el museu també allotja un xicotet espai, l'Aula de Natura, dedicat a la Llacuna del Samaruc, una microreserva de fauna i flora que se situa en la part del terme municipal d'Algemesí inclosa dins del Parc Natural de l'Albufera.

### Festa de la Mare de Déu de la Salut
Aquesta exposició permanent gira al voltant de les tres processos que es duen a terme a Algemesí els dies 7 i 8 de setembre en honor de la Mare de Déu de la Salut, i que al llarg dels últims anys han estat declarades Festa d'Interès Turístic Nacional (1997); una de les 7 Meravelles Valencianes (2008); u dels 10 Tresors Immaterials i Culturals de l'Estat Espanyol pel Boureau Internacional de Capitals Culturals (2009); Bé d'Interès Cultural per la Generalitat Valenciana (2010) i finalment, al novembre de l'any 2011, declarada Patrimoni Immaterial de la Humanitat per l'Organització de les Nacions Unides per a l'educació, la ciència i la cultura (sigles en anglès: UNESCO).
L'exposició, que consta bàsicament de material audiovisual de les processons junt amb un col·lecció dels vestits que es porten als diferents balls i conjunts de la processó, juntament amb les partitures de les principals composicions que es toquen en el seu recorregut, s'inicià amb l'explicació de la troballa de l'efígie original de la Mare de Déu. Segons conta la tradició, nou anys després de la conquesta de Jaume I de València, l'any 1247 un veí de la partida de Berca trobà dins del tronc d'una morera una imatge en fusta de Santa Maria. Fou traslladada tres vegades a Alzira, perquè aleshores Algemesí depenia d'aquesta vila reial, però segons la llegenda les tres vegades la imatge tornà miraculosament al tronc buit de la morera, on finalment s'erigí una ermita i al voltant de la qual s'iniciaren unes festivitats devocionals que, a la llarga, donarien lloc a l'actual festa. La "troballa" d'aquesta Mare de Déu es relaciona amb una sèrie de troballes semblants ocorregudes en altres comarques valencianes, les anomenades "Mare de Déus Negres", esdeveniment relacionats amb la creació d'una nova religiositat popular construïda paral·lelament a la fundació del Regne de València cristià. La imatge original, sorgida clarament d'un taller romànic, fou destruïda a la Guerra Civil Espanyola i actualment se'n conserven dues còpies.
La resta de l'exposició gira fonamentalment sobre els diferents balls de les processons, destacant l'anomenada "Muixeranga", el més conegut de tots, en el qual s'alcen diferents tipus de torres i figures humanes, que originalment eren un conjunt de quadres plàstics amb finalitat representativa. La primera referència documental de la Muixerenga d'Algemesí és al Llibre de Comptes de la Vila l'any 1733 i, fins a la dècada de 1970, no existiren grups estables de muixeranguers, sinó que es feia un recull de diners per contractar gent d'extracció humil que la portaven a terme. Actualment hi ha dues colles professionals de muixeranguers, Nova Muixeranga i Amics de la Muixeranga. Un altre ball destacat de l'exposició són els tornejants, que vestits a guerrers i portant vares anomenades "llances" a les mans, porten a terme un dansa d'origen militar davant d'efígie religiosa al llarg de la processó.

### Setmana de Bous
L'altra exposició permanent del Museu Valencià de la Festa gira al voltant de les festivitats taurines locals. La primera notícia d'aquestes conservada es troba a l'Arxiu Municipal d'Algemesí i està datada a l'agost de 1643, quan el Justícia Reial intentà impedir la celebració de dos dies de bous per l'estat d'endeutament de la vila i per l'existència d'una epidèmia de pesta als voltants de València, el que feia que la concentració de persones al poble pogués convertir-se en un epicentre de contagi d'aquesta. La festa consistia a fer córrer bous i vaques fins a la Plaça Major on es trobava muntada una plaça, inicialment de carros i troncs de morera, i més endavant, amb graderies que donaren lloc a l'actual sistema de cadafals. Després del toreig, sense mort, els animals eren tornats als afores de la vila, on es trobava la resta del ramat. Serà a partir de 1860 quan deriva en toreig amb mort dels animals.
El principal valor d'aquesta festivitat és la seva plaça, de forma rectangular i temporal, construïda i desmuntada en la pròpia Plaça Major d'Algemesí per les mateixes penyes cadafaleres que autogestionen la festa. El cadafal és la peça base de l'estructura de fusta, perquè es tracta de cadascuna de les 29 parts independents que acaben conformant la plaça i que s'assignen a cada penya per subhasta. Cada part o cadafal es construeix de manera totalment independent, amb una estabilitat pròpia i independentment dels cadafals laterals o dels murs de les cases de la Plaça Major i per muntatge del qual sols es poden utilitzar fusta, cordes i claus. Par a iniciar la construcció de l'estructura, una vegada finalitzada la Festa de la Mare de Déu de la Salut, primerament es munten els puntals de càrrega davanters de cadascun dels quatre cadafals que constitueixen els angles de la plaça rectangular i a partir dels quals es calcula el nivell que ocuparà la primera fila dels restants cadafals. Una vegada acabada la setmana de bous, la plaça i l'estructura de fusta és desmuntada per les mateixes penyes cadafaleres.

## Futura funcionalitat[calcitació]
Està previst que en un futur proper es completarà el Museu Valencià de la Festa amb un espai documental que abastarà la resta de festivitats majors de tot el territori valencià, i servirà per a l'estudi i divulgació d'aquestes. En ell quedaran arxivats i informatitzats, per a consulta pública, amb suport fotogràfic, sonor i audiovisual, els aspectes culturals, etnològics i antropològics més importants de les festes populars valencianes.